# Shauna Macdonald
Shauna Macdonald (* 21. Februar 1981 in Malaysia) ist eine britische Schauspielerin.

## Leben und Karriere
Macdonald wurde in Malaysia geboren, wo ihr Vater zeitweise als Englischlehrer tätig war. Die Familie kehrte kurze Zeit später nach Edinburgh zurück, wo sie aufwuchs.
Macdonald debütierte in einer größeren Rolle an der Seite von Billy Connolly im Action-Thriller The Debt Collector (1999). Größere Rollen spielte sie auch in der Komödie Late Night Shopping (2001) mit Heike Makatsch und im Filmdrama The Rocket Post (2004). Im Jahr darauf spielte MacDonald die Rolle der Sarah im britischen Horror-Thriller The Descent – Abgrund des Grauens und verkörperte diese abermals in dessen Fortsetzung The Descent 2 – Die Jagd geht weiter (2009). Für diese Rolle wurde sie 2007 für den Saturn Award nominiert. Im Thriller Jetsam (2007) spielte sie erneut eine der größeren Rollen.
Macdonald ist mit dem britischen Schauspielkollegen Cal MacAninch verheiratet und hat drei Töchter. Sie und ihr Mann sind Marathonläufer.

## Filmografie (Auswahl)
- 1999: The Debt Collector
- 2000: Daybreak
- 2001: Late Night Shopping
- 2003: Mord auf Seite eins (State of Play , Fernsehsechsteiler)
- 2003–2004: Spooks – Im Visier des MI5 (Spooks, Fernsehserie, 20 Episoden)
- 2004: The Rocket Post
- 2004: Niceland (Population. 1.000.002) (Næsland)
- 2005: The Descent – Abgrund des Grauens (The Descent)
- 2006: Chicken Soup (Kurzfilm)
- 2007: Wedding Belles (Fernsehfilm)
- 2007: Jetsam
- 2008: Mutant Chronicles (The Mutant Chronicles)
- 2009: The Descent 2 – Die Jagd geht weiter (The Descent Part 2)
- 2011: The Hike – Ausflug ins Grauen (The Hike)
- 2013: Made in Belfast
- 2013: Drecksau (Filth)
- 2015: Swung
- 2015: Howl – Endstation Vollmond
- seit 2015: Danger Mouse (Fernsehserie, Stimme von Professor Squawkencluck)
- 2016: La corrispondenza
- 2016: Moon Dogs
- 2016: Soldier Bee (Kurzfilm)
- 2017: Nails
- 2017: Star Wars: Die letzten Jedi (Star Wars: The Last Jedi)
- 2018: White Chamber
- 2018: 12 Point Kill (Kurzfilm)
- 2018: The Cry (Miniserie, 4 Episoden)
- 2019: Hold the Sunset (Fernsehserie, 3 Episoden)
- 2020: Liar (Fernsehserie, Episode 2x04)
- 2020: The Nest (Miniserie, Episode 1x05)